# Třída Perth
Třída Perth byla třída torpédoborců australského královského námořnictva. Jednalo se o upravenou verzi americké třídy Charles F. Adams. Celkem byly postaveny tři jednotky této třídy. V letech 1999–2001 byly vyřazeny ze služby.

## Stavba
V roce 1962 byla objednána stavba prvních dvou jednotek a v roce následujícím byla objednána jednotka třetí. Torpédoborce byly postaveny americkou loděnicí Defoe Shipbuilding Co. v Bay City ve státě Michigan. Do služby byly přijaty v letech 1965–1967.
Jednotky třídy Perth:
| Jméno           | Spuštěna | Vstup do služby   | Status                  |
| --------------- | -------- | ----------------- | ----------------------- |
| Perth (D 38)    | 1963     | 17. července 1965 | vyřazen 15. října 1999  |
| Hobart (D 39)   | 1964     | 18. prosince 1965 | vyřazen 12. května 2000 |
| Brisbane (D 41) | 1965     | 16. prosince 1967 | vyřazen 19. října 2001  |

## Konstrukce

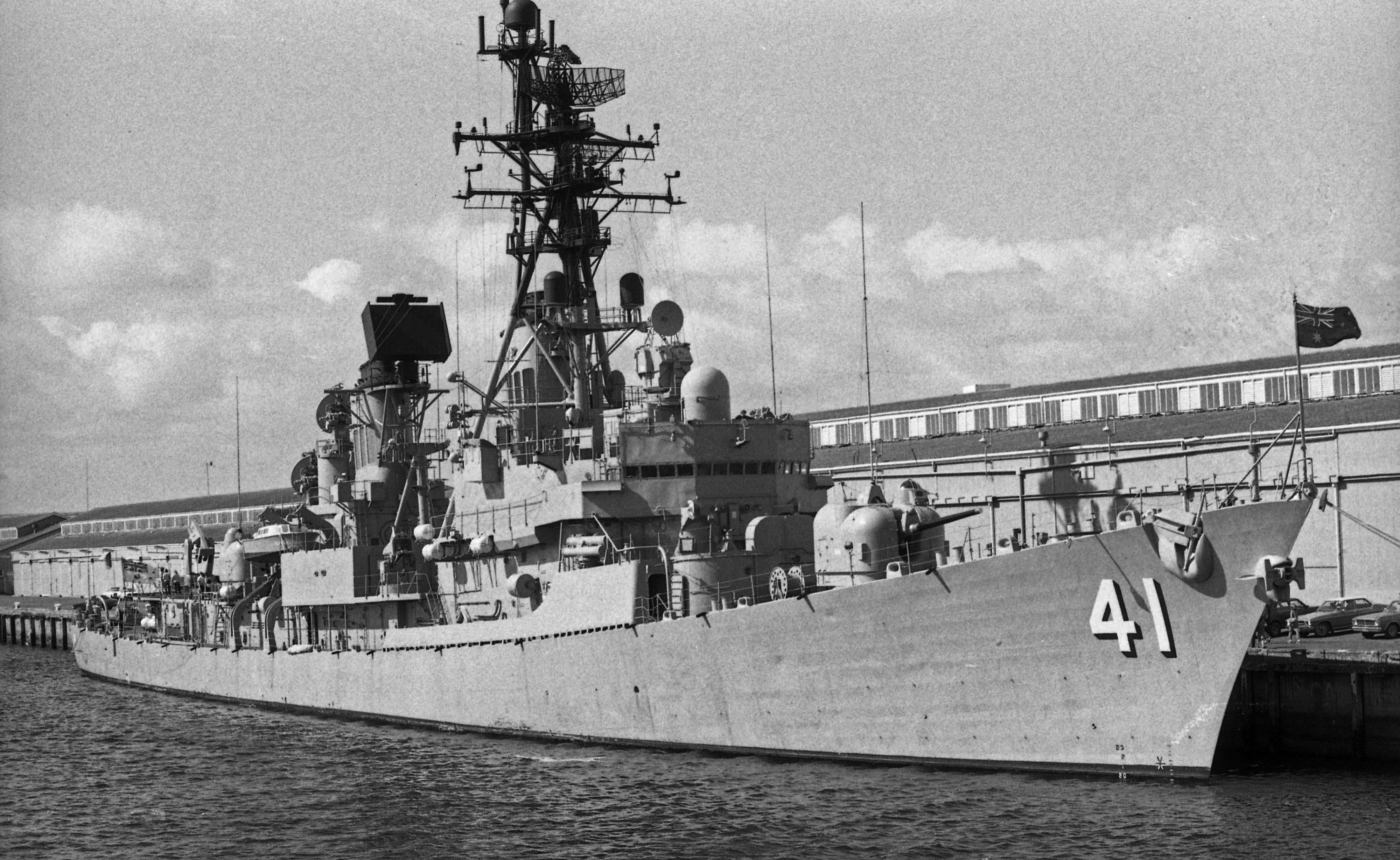
HMAS Brisbane (D 41)

Hlavňovou plavidel tvořily dva 127mm kanóny v jednohlavňových dělových věžích. Plavidla nesla protiletadlový raketový komplet RIM-24 Tartar. Protiponorkovou výzbroj tvořily dva trojhlavňové 324mm torpédomety a dvě vypouštěcí zařízení protiponorkového systému Ikara se zásobou 24 střel. Pohonný systém tvořily čtyři kotle Foster Wheeler a dvě turbíny General Electric. Nejvyšší rychlost dosahovala 30 uzlů.

### Modernizace
V letech 1974–1979 proběhla modernizace celé třídy, týkající se především elektroniky a výzbroje plavidel. Ta byla vybavena modernějším protiletadlových raketovým kompletem Standard SM-1A, pro který bylo neseno celkem 40 střel.